# 와다 료
와다 료(일본어: 和田 凌, 1995년 7월 5일~)는 일본의 축구 선수이다.

## 구단 경력
그는 2018년 J3리그의 FC 류큐에 입단했다. 2018년 J3리그 우승으로 J2리그로 승격했다. 2019년 J2리그의 가고시마 유나이티드 FC로 이적했다. 2019년후 J3리그에 강등했다. 2021년 J1리그의 사간 도스로 이적했다. 2022년 브리즈번 로어 FC로 이적했다.